# Homam El-Amin
Homam El-Amin (en árabe: همام الأمين‎; Doha, 25 de agosto de 1999) es un futbolista catarí que juega en la demarcación de lateral izquierdo para el Al-Gharafa SC de la Liga de fútbol de Catar.

## Selección nacional
Tras jugar con la selección de fútbol sub-19 de Catar, la sub-20 y la sub-21, finalmente hizo su debut con la selección absoluta el 14 de noviembre de 2019 en un encuentro amistoso contra Singapur que finalizó con un resultado de 2-0 a favor del combinado catarí tras el gol de Mohammed Muntari y un autogol de Shahdan Sulaiman. Además, llegó a disputar la Copa de Oro de la Concacaf 2021.

#### Participaciones en Copas del Mundo
| Mundial           | Sede  | Resultado      | Partidos | Goles |
| ----------------- | ----- | -------------- | -------- | ----- |
| Copa Mundial 2022 | Catar | Fase de grupos | 3        | 0     |

### Goles internacionales
| # | Fecha               | Estadio                               | Oponente | Gol | Resultado | Competición                     |
| - | ------------------- | ------------------------------------- | -------- | --- | --------- | ------------------------------- |
| 1 | 21 de julio de 2021 | BBVA Stadium, Houston, Estados Unidos | Honduras | 0-1 | 0–2       | Copa de Oro de la Concacaf 2021 |

## Clubes
| Club          | País    | Año         | Partidos | Goles |
| ------------- | ------- | ----------- | -------- | ----- |
| KAS Eupen     | Bélgica | 2017 - 2018 | 0        | 0     |
| Al-Gharafa SC | Catar   | 2018 -      | 43       | 3     |

## Palmarés

### Campeonatos nacionales
| Título                         | Club          | País  | Año  |
| ------------------------------ | ------------- | ----- | ---- |
| Copa de las Estrellas de Catar | Al-Gharafa SC | Catar | 2018 |
| Copa de las Estrellas de Catar | Al-Gharafa SC | Catar | 2019 |